# Kiyose

Kiyose (清瀬市 Kiyose-shi?) este un municipiu din Japonia, zona metropolitană Tokyo.